# Краснодар (атомний підводний човен)

К-148 «Краснодар» — перший радянський і російський атомний підводний ракетоносний крейсер проекту 949А «Антей». Спущений на воду 1985, виведений зі складу ВМФ в 2010 році.
Атомні підводні човни (АПЧ) третього покоління проекту 949А («Антей», за класифікацією НАТО «Oscar II») — багатоцільові (що не несуть міжконтинентальних балістичних ракет) — були розроблені конструкторським бюро «Рубін» в 1980-і роки. Ці підводні човни, озброєні протикорабельними крилатими ракетами, характеризуються високою швидкістю підводного ходу, гарною маневреністю і керованістю, значною глибиною занурення і малошумністю. Можливість залпу повним боєкомплектом ракет і система космічної цілевказівки забезпечують вибірковість і точність ураження морських цілей крилатими ракетами. Населеність корабля, забезпечена створенням всередині підводного човна оптимальних для життєдіяльності особового складу науково обґрунтованих параметрів мікроклімату (газового складу, вологості, температури тощо), медичного обслуговування, харчування та відпочинку дозволяє здійснювати тривалі автономні плавання у Світовому океані.
Такі підводні човни мають
- довжину 154 метри,
- водотоннажність — до 18 тисяч тонн,
- глибину занурення — до 500 метрів,
- швидкість підводного ходу — до 28 вузлів (приблизно 52 км/год),
- екіпаж — 130 осіб.
- Озброєні 24 крилатими ракетами «Граніт».

К-148 «Краснодар» був закладений на «Севмаші» (Сєверодвінськ, Архангельська область) 22 липня 1982 як крейсерський підводний човен. 19 березня 1983 корабель був офіційно зарахований до списків кораблів ВМФ СРСР. 3 березня 1985 року відбувся спуск корабля на воду.
5 листопада 1986 після завершення державних випробувань корабель увійшов до складу Північного флоту. 3 червня 1992 АПЧ був перекваліфікований в атомний підводний крейсер. Навесні 1993 року підводний крейсер отримав назву «Краснодар».
За час служби атомний підводний крейсер «Краснодар» чотири рази виходив на бойове чергування в Атлантичний океан і Середземне море.
У 1996 році «Краснодар» був відправлений на ремонт у Сєверодвінськ, але в липні 1998 року виключений зі списку кораблів і суден ВМФ і поставлений на відстій. У 2010 році відбуксирували в бухту Кут на судноремонтний завод «Нерпа» (Снєжногорськ, Мурманська область) для утилізації.
У липні 2011 року була досягнута тристороння домовленість між Росією, США та Італією про утилізацію АПЧ «Краснодар». Згідно їй, США виділяють кошти на транспортування вивантаженого відпрацьованого ядерного палива на Виробниче об'єднання «Маяк». Росія фінансує всі підготовчі та завершальні роботи, що відносяться до утилізації АПЧ «Краснодар».
Утилізацію підводного крейсера фінансували Росатом і італійська компанія «Соджин», що виділила в рамках міжнародної програми «Глобальне партнерство» на проведення оброблення атомного крейсера понад п'ять мільйонів євро.
Навесні 2013 року з АПЧ «Краснодар» почали вивантажувати відпрацьоване ядерне паливо. Завершити утилізацію АПЧ «Краснодар» судноремонтний завод «Нерпа» повинен у 2014 році.